# ماريا لوجونيس
ماريا لوجونيس (بالإسبانية: María Lugones) (1944 - 2020)، هي فيلسوفة، مفكرة، وعالمة اجتماع نسوية أرجنتينية، وكانت أستاذة مشاركة في الأدب المقارن ودراسات المرأة في جامعة بينغهامتون بولاية نيويورك. كتبت كثيرا عن «النظام الحديث الكولونيالي للنوع» .
- توفيت يوم 14 يوليو 2020.[3]